# Brikama

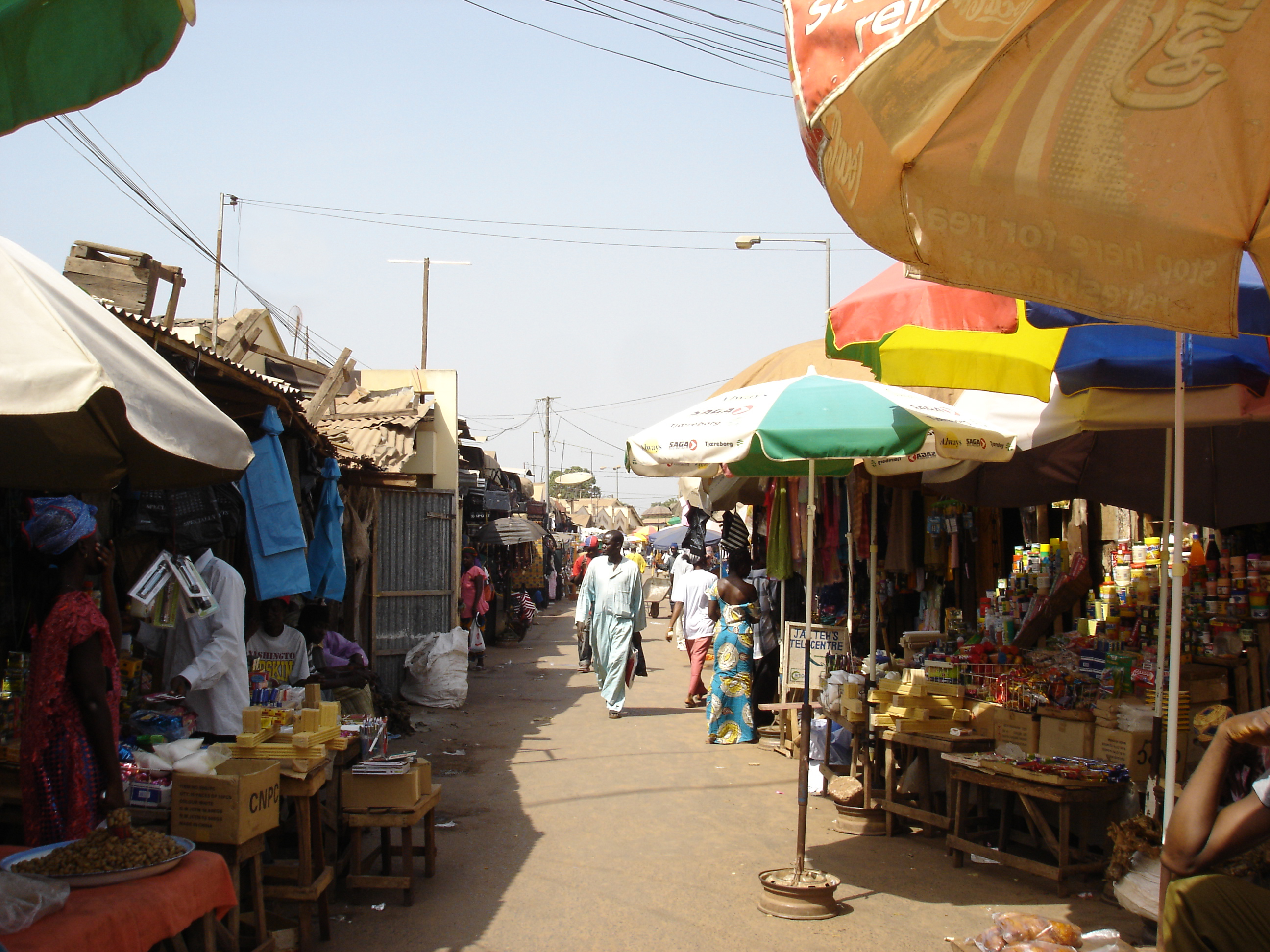
Marknad i Brikama.

Brikama är Gambias näst största stad. Den är huvudort i regionen West Coast och ligger cirka 35 kilometer söder om landets huvudstad Banjul. Till Banjuls internationella flygplats är det cirka 6 kilometer. Brikama hade 81 007 invånare vid folkräkningen 2013.
Brikama är känt för sitt träsnideri och är även ett centrum för musik i Gambia.